# Caiga quien caiga (Chile)

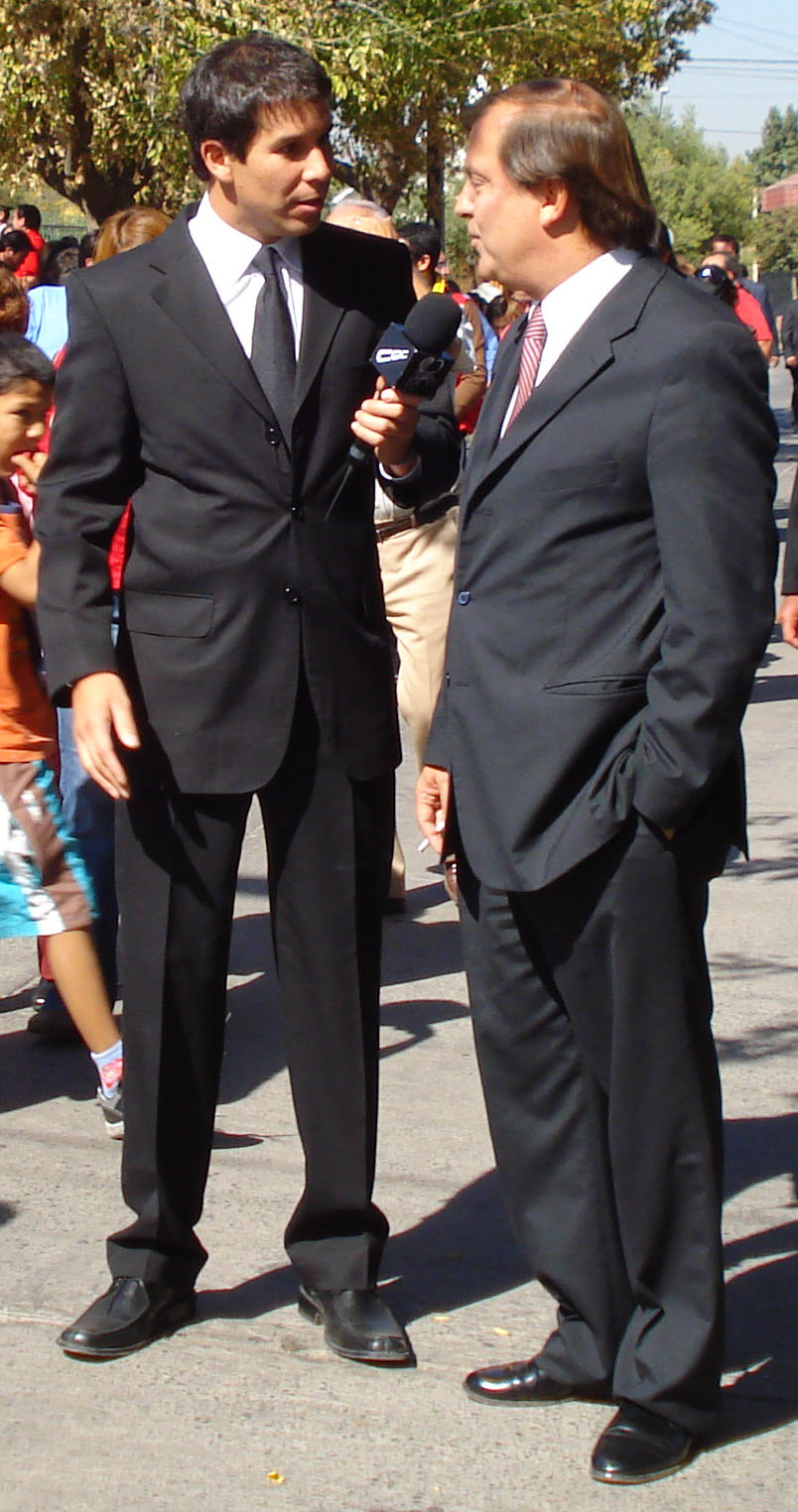
Gonzalo Feito (a la izquierda) entrevistando a Francisco Vidal Salinas.

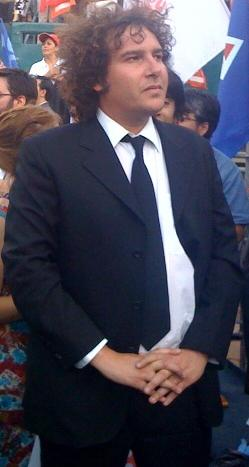
Iván Guerrero.

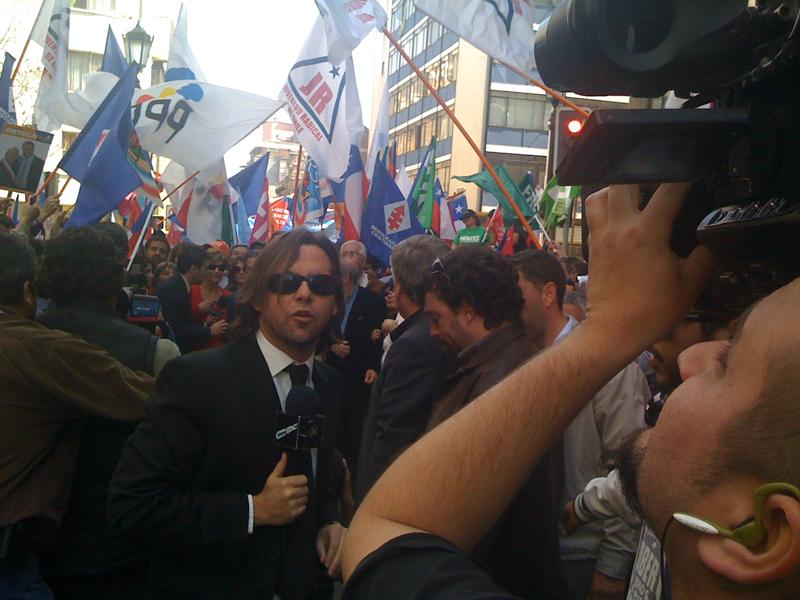
Sebastián Eyzaguirre.

Caiga quien caiga —conocido también por su sigla CQC— es un programa de televisión de corte periodístico y humor negro, basado en el formato original de Argentina. Se emitió originalmente por Mega desde 2002 hasta 2011. En 2017 y tras variados intentos de revivir el programa a través de streaming en años anteriores, fue resucitado por Chilevisión como un especial de televisión con motivo de las elecciones presidenciales. Una nueva temporada en formato regular se estrenó el 2 de abril de 2018 a través del mismo canal.

## Historia

### Mega (2002-2011)
El programa nace en 2002, con la licencia original del programa argentino. En los años 90, Canal 2 Rock & Pop había hecho su propia versión del programa trasandino, titulado Gato por liebre. Entre 1999 y 2001, Nicolás Larraín condujo junto a su hermano Fernando y Felipe Izquierdo Chile Tuday en Megavisión. Este programa de corte humorístico definiría la línea del CQC chileno, que finalmente se emitiría en el mismo canal y con producción de la empresa dueña de la licencia, Cuatro Cabezas. La primera temporada del programa fue grabada en los estudios de la productora en Buenos Aires, con Larraín en la conducción principal junto al escritor Pablo Mackenna y el periodista Felipe Bianchi como coconductores. Las siguientes temporadas fueron transmitidas en vivo desde los estudios de Chilefilms, y hasta su temporada final en los estudios de Mega. Su emisión estaba programada para los días domingo a las 22:00, para ser movido cerca de las 0:00 en sus últimos años.
La línea del programa siempre fue similar a la de su versión original: noteros en terreno reporteando noticias variadas con relación a figuras de la política y el espectáculo, intentando sacar de quicio de manera irreverente a sus entrevistados. En ese entonces, Mega aún era poseído por Ricardo Claro y su familia, quienes desde su fundación a comienzos de los 90' promulgaron una línea editorial abiertamente católica, por lo que la única restricción que el programa tenía era el abordar temas en que la religión se viera relacionada.
En 2005, Bianchi renuncia al aceptar una oferta de Chilevisión, donde reemplazó a Aldo Schiappacasse en la conducción del programa La última tentación y en el liderato del área deportiva del canal. Sería reemplazado por el periodista Gonzalo Feito, quien además de asumir la coconducción seguiría realizando labores de notero. En octubre de ese mismo año, Mackenna sufriría un accidente automovilístico en estado de ebriedad, que lo obligaría a cumplir una reclusión nocturna de cuarenta días en una cárcel. A su reemplazo temporal salen los noteros Sebastián "Cuchillo" Eyzaguirre, Fernando Lasalvia e Iván Guerrero, además de una participación especial de Bianchi durante un capítulo. Finalmente, Guerrero se quedaría en el puesto permanentemente, siguiendo también con el reporteo en terreno. Así, Larraín, Feito y Guerrero compondrían el trío más icónico dentro de la conducción del programa.
Además de los mencionados Feito, Guerrero, Eyzaguirre y Lasalvia (2005-2007), dentro de los noteros más notables estuvieron Pamela Le Roy (2006-2010), Marcelo Arismendi (2002-2005), Jean Philippe Cretton (2007-2008), Roberto Van Cauwelaert (2009-2010) e Ítalo Franzani, quien desde los inicios del show se desempeñó como productor y en 2007 pasa a la pantalla como notero. A fines de 2010, y tras un peak de éxito entre los años 2005 y 2008, renuncian Guerrero, Le Roy y Van Cauwelaert. Mega comienza a evaluar el fin del programa. También se marginan Feito y Eyzaguirre, quienes en septiembre de ese año protagonizaron una pelea. Ambos parten a Canal 13.
Para 2011 y como apoyo para el programa en crisis se integran como noteros la modelo Simone Mardones, el actor Ramón Llao, el guionista uruguayo Pablo Araujo y los periodistas Pablo Zúñiga y Werne Núñez. Araujo y Zúñiga formarían parte también del panel de coconductores, junto con otras personalidades que rotaron ese año como la estudiante de derecho y celebridad de televisión Raquel Calderón, y el actor y empresario Vasco Moulian. En agosto, Mega también estrenó el derivado "CQC Late", programa de entrevistas que condujeron Llao y Núñez. El 17 de diciembre de 2011, en el último capítulo de la temporada, Larraín anuncia que la renovación del programa se ve trancada por los malos resultados y el horario actual del programa. Al no concretarse las negociaciones, Mega puso fin a CQC después de 387 capítulos y nueve años al aire.

### Streaming (2015-2017)
Entre 2015 y 2016, Nicolás Larraín, aún con los derechos de licencia, lideró un breve regreso digital mediante la plataforma web El Telón. El regreso solo contó con Larraín en la conducción y Roberto Van Cauwelaert como notero, y tras una serie de episodios de corta duración, llegó a su fin. 
Luego en 2017, Sebastián Eyzaguirre y su productora se hicieron con los derechos de la franquicia, promoviendo un regreso especial para las primarias presidenciales de junio de ese año, con él como nuevo líder del espacio. Auspiciados por la compañía telefónica WOM; Eyzaguirre, Gonzalo Feito, Pamela Le Roy y Pablo Araujo reportearon durante las elecciones, en un capítulo que sólo se constituyó de notas en terreno y que fue transmitido por las redes sociales de la empresa. El especial tuvo miles de visitas durante su transmisión en línea, tanto en las plataformas YouTube y Facebook Live, que impulsó al nuevo equipo detrás del programa a realizar otro especial un mes más tarde. Este fue transmitido en vivo y en directo desde el Teatro Nescafé de las Artes, y además de contar con Eyzaguirre, Feito y Le Roy como trío principal, también tuvo la participación especial de Araujo, Fernando Lasalvia y Nicolás Larraín. La transmisión nuevamente fue un éxito, que motivó a Chilevisión a apostar por el programa en su formato especial para las elecciones presidenciales de ese año.

### Chilevisión (2017-2018)
Bajo el mismo formato que revivió el programa en julio y agosto de ese año, Chilevisión decidió transmitir y producir el programa en noviembre y diciembre de 2017, con motivo de la primera y la segunda vuelta de las elecciones presidenciales de Chile de 2017. WOM auspicia y se hace con la trasmisión en línea de manera externa. Eyzaguirre es oficialmente el nuevo presentador principal, mientras que en la coconducción retorna Feito y Jean Philippe Cretton, quien debuta en el panel de presentadores tras su paso como notero diez años antes. Tras su paso por CQC, Cretton hizo una exitosa carrera como presentación de televisión, y desde inicios de 2017 forma parte de Chilevisión, por lo que el canal decidió ponerlo como rostro para potenciar el programa. Como noteros vuelven Le Roy, Lasalvia, Araujo e Ítalo Franzani, además de que el trío principal de conductores también sale a terreno.
Tras meses de evaluación, CHV decide dar luz verde a una nueva temporada regular del programa, emitida los días lunes en horario estelar de manera semanal desde el 2 de abril de 2018 y producida por la productora de Eyzaguirre. Cretton no vuelve, y en su reemplazo como coconductor asume el periodista Rafael Cavada. En las notas retorna Pablo Zúñiga, Le Roy y Franzani, además de la suma de Lorena "Miki" González, Lorena Vargas y Felipe Cárdenas. 
Tras el fin de esta temporada en junio, CQC se ha mantenido activo a través de sus redes sociales, donde se sigue compartiendo contenido.

### Ediciones especiales (2020-2021)
En 2020 el programa tuvo un breve paso en Canal 13 los sábados en la tarde, donde se emitieron dos capítulos especiales de la sección "Cadena de favores", por motivos de la pandemia del COVID-19, donde se ayudó llevando luz eléctrica, agua y conectividad a los niños de la escuela de la "isla de Acuy" de Chiloé, con ayuda de auspiciadores y de figuras públicas como Francisco Saavedra, Martín Palermo, Dani Alves, Francisca Valenzuela y Andrés Parra lograron el objetivo ayudando a la escuela; el programa fue conducido por Iván Guerrero.
En 2021 se realizó una nueva edición en el canal de YouTube de CQC con motivo de las elecciones de constituyentes, municipales y de gobernadores de ese año, con la conducción de Gonzalo Feito y la coconducción de Iván Guerrero y Felipe Bianchi.[cita requerida]

## Anécdotas
El día 28 de noviembre de 2004, celebraron su tercer aniversario en un set al aire libre en la comuna de Las Condes.
En 2005 hubo un bloque dedicado a una postulación ficticia a las elecciones presidenciales de ese año por parte del conductor Gonzalo Feito, incluso haciendo campaña por todo el mundo. Aparte de los ya mencionados, también hubo una sección llamada El Bonvallet de la semana, donde mostraban una parte del programa de TVO, de Eduardo Bonvallet, debido a que constantemente en el programa Bonvallet dice frases cómicas, usualmente con insultos, además en el programa usan de cuña algunas frases destacables, entre las que se cuentan "¡Ahuevonado!", "¡Avíspate rehuevón!", "Mamón" y "¡Da lo mismo huevón!". Sacada de otros lugares, tienen grabaciones como "Siiiií" (sacado de una entrevista de Sebastián Eyzaguirre a un brasileño, aparentemente homosexual), "Chipamogli" (extraída de una entrevista a un joven que se encontraba en la inauguración de la Copa Chilectra 2007), "Pero por favor" y "No puedo creer todo esto" (de Oggy Junco), "Ehhh..." (de Nicolás Larraín), "Ayyy", "Te quiero" (de Gonzalo Cáceres), "Maravilloso", "¡Los amo!" (de un venezolano con actitudes homosexuales y que fue entrevistado por Feito en la protesta por RCTV) y, el destacado pato amarillo, ¡Quak!, "Tranquilo papá" de Edmundo Varas. Además de las gafas de sol, suelen regalar a sus entrevistados poleras, y todo tipo de merchandising.
Su cortina característica era Shoot to Thrill de AC/DC, pero también usan canciones de apertura de otras bandas tales como White Zombie, Van Halen, Red Hot Chilli Peppers, Linkin Park, Green Day y Rammstein.
El viernes 7 de octubre de 2005, Pablo Mackenna protagoniza un accidente automovilístico, lo que hace que deje temporalmente la conducción del programa. En su lugar los reporteros Iván Guerrero (quién quedó con el puesto de forma permanente), Sebastián Eyzaguirre y Fernando Lasalvia se alternaron para reemplazar a Mackenna, incluso regresando Felipe Bianchi a suplirlo en un capítulo, con el permiso de Chilevisión.
El domingo 2 de julio de 2006, CQC cumplió 150 capítulos al aire en Chile, ese día con un invitado especial de Pablo Mackenna transmitieron un capítulo en el que exhibieron un Top Five de todos los tiempos, y una nota en el que se reunió material desde los inicios de CQC en Chile, y entrevistas a sus conductores y noteros parodiando el programa de televisión E! True Hollywood Story de E!.
Ese mismo año CQC Chile integró tres nuevas secciones: el CQTest (originario de la versión italiana y previamente emitido en la versión argentina), presentado por Sebastián "Put it on" Eyzaguirre, donde se prueba el coeficiente intelectual de los famosos a través de preguntas de ingenio, Baila Quien Baila, presentado por Gonzalo Feito e Iván Guerrero, creado a partir de la fiebre de programas de baile con famosos, y Casting de Noteros CQC, donde ponen a prueba los nuevos candidatos a noteros 2007, en la cual la final la ganó Jean Phillipe Cretton, el 3 de diciembre.
Con ocasión de las fiestas patrias en Chile (18 de septiembre y 19 de septiembre), se reunió a un elenco de personajes televisivos de Mega (entre esos Fernando Godoy, Viviana Nunes y el mismo elenco: Nicolás Larraín, Gonzalo Feito, Iván Guerrero, Fernando Lasalvia, entre otros), y se produjo una sección especial con el motivo de las fiestas llamada Caed Quien Caed, ambientada en el contexto histórico de Chile en 1810 (primera junta nacional de Gobierno) y se entrevistó a personajes de Mega actuando como políticos y sociales de Chile en 1810 (como Mateo de Toro y Zambrano) e incluso se hizo una parodia del programa juvenil de Mega, Mekano, donde se hizo una imitación de la popular canción de Daddy Yankee "Gasolina", pero llamada con un sutil estilo francés "A ella le gusta la guillotina".
La temporada 2007 comenzó el domingo 25 de marzo a las 22:00. Antes de la emisión de la temporada, se produjo la renuncia de Fernando Lasalvia como notero. Para la nueva temporada de CQC se introdujeron dos nuevos noteros, el ganador del casting del año anterior Jean Phillippe Cretton, e Ítalo Franzani, productor del programa, quien ya había hecho una nota con respecto a la muerte de Pinochet. Durante todo el mes de agosto de 2007 se celebran los 5 años y 200 capítulos del programa en Chile, por lo que se han emitido especiales con invitados famosos y notas especiales. Al final del programa del 21 de noviembre de 2007, se incorporó un nuevo reportero al programa, conocido solo como Rodrigo Anguita, después de un casting organizado por el mismo programa.
Cada año desde el 2006 realizaban la llamada Cadena de favores; el año 2007 Iván Guerrero viajó a la ciudad de Putre (situada en el extremo norte de Chile), donde fue a un hospital bastante pobre. Iván se ofreció a ayudar y fue cambiando y cambiando cosas hasta llegar a algo bastante valioso: una llave donde vendrían todos los materiales para que el hospital de Putre sea rico y pueda atender a sus pacientes muchísimo mejor que antes. Con esto el equipo de CQC felicitó a Iván por una nota de tipo inédito.

## Conductores

### Presentador principal
- Nicolás Larraín (2002-2011, 2015-2016)
- Sebastián "Cuchillo" Eyzaguirre (2017-2018)

### Coconducción y noteros
- Pablo Mackenna (2002-2005)
- Felipe Bianchi (2002-2005, 2021)
- Gonzalo Feito (2003-2010, 2017-2018, 2021)
- Iván Guerrero (2003-2010, 2021)
- Pamela Le Roy (2004-2006, 2017)
- Sebastián "Cuchillo" Eyzaguirre (2005-2011)
- Fernando Lasalvia (2005-2008)
- Jean Philippe Cretton (2007-2011, 2017)
- Vasco Moulian (2011)[8]
- Raquel Calderón (2011)
- Pablo Araujo (2011)
- Pablo Zúñiga (2011)
- Rafael Cavada (2018)

## Noteros
- Juan Pablo Rojas (2002)
- Marcelo Arismendi (2002-2005)

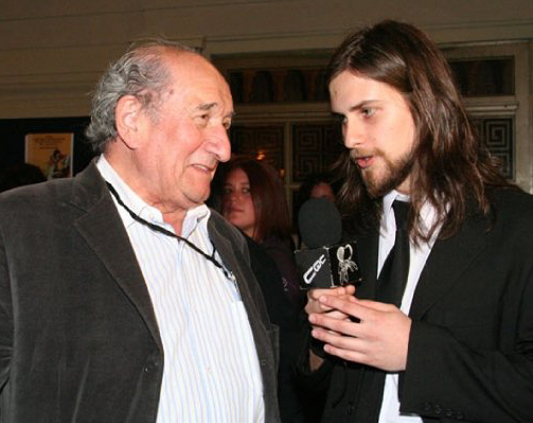
Jean Philippe Cretton entrevistando al actor Luis Alarcón (2009).

- Gonzalo Feito (2002-2010, 2017-2018, 2021)
- Iván Guerrero (2003-2010, 2021)
- Sebastián "Cuchillo" Eyzaguirre (2004-2010, 2017-2018)
- Fernando Lasalvia (2005-2007, 2017)
- Pamela Le Roy (2006-2010, 2017-2018)
- Rodrigo Anguita (2007-2008)
- Jean Philippe Cretton (2007-2008, 2017)
- Italo Franzani (2007-2010, 2017-2018)
- Roberto Van Cauwelaert (2009-2011, 2015-2016)
- Ramón Llao (2010-2011)
- Pablo Zúñiga (2011, 2018-presente)
- Pedro Meneghello (2011)
- Diego Subercaseaux (2011)
- Simone Mardones (2011)
- Werne Nuñez (2011)
- Lorena "Miki" (2018)
- Lorena Vargas (2018)
- Felipe Cárdenas (2018)